# Cucurbita foetidissima
Cucurbita foetidissima är en gurkväxtart som beskrevs av Carl Sigismund Kunth. Cucurbita foetidissima ingår i släktet pumpor, och familjen gurkväxter. Inga underarter finns listade i Catalogue of Life.

## Bildgalleri

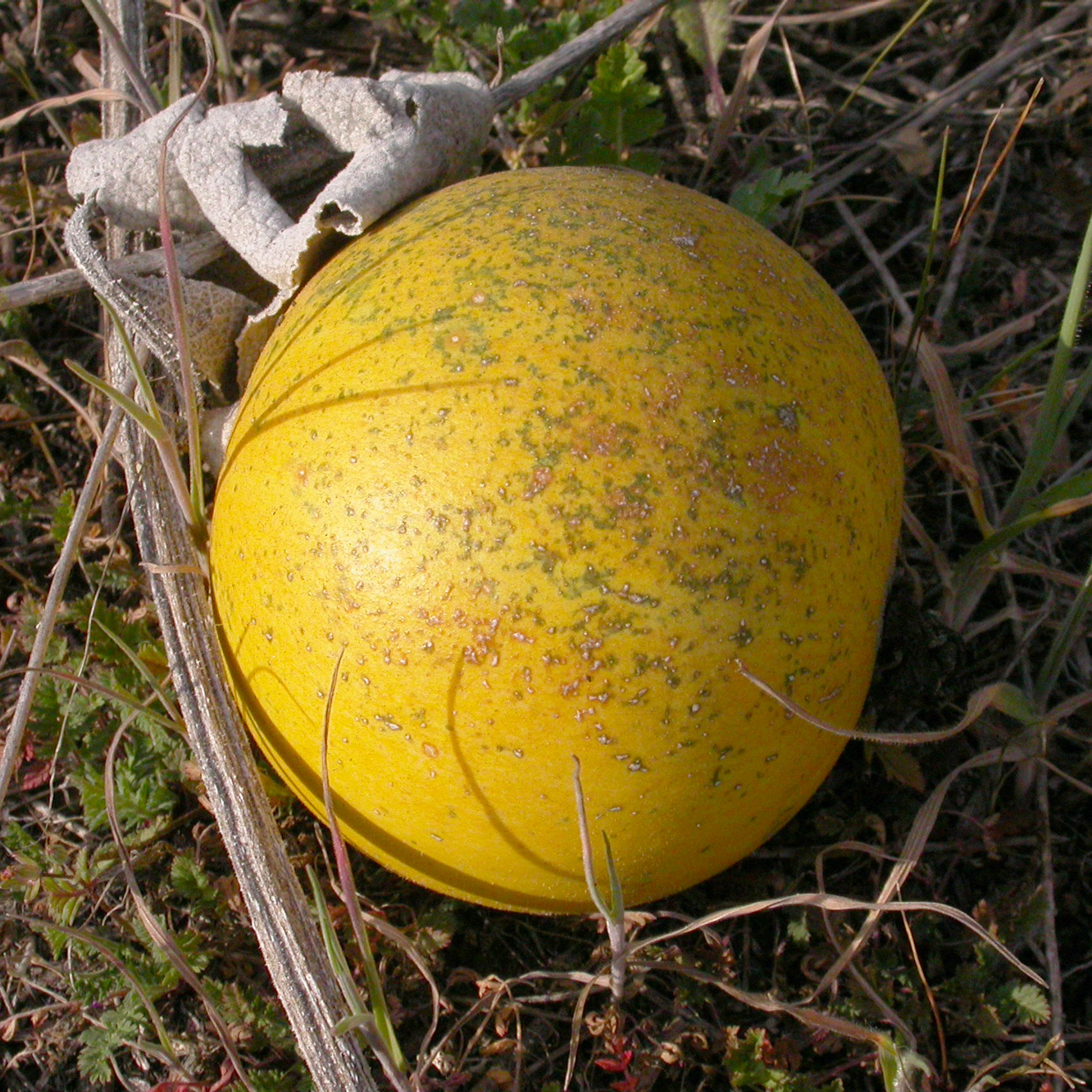
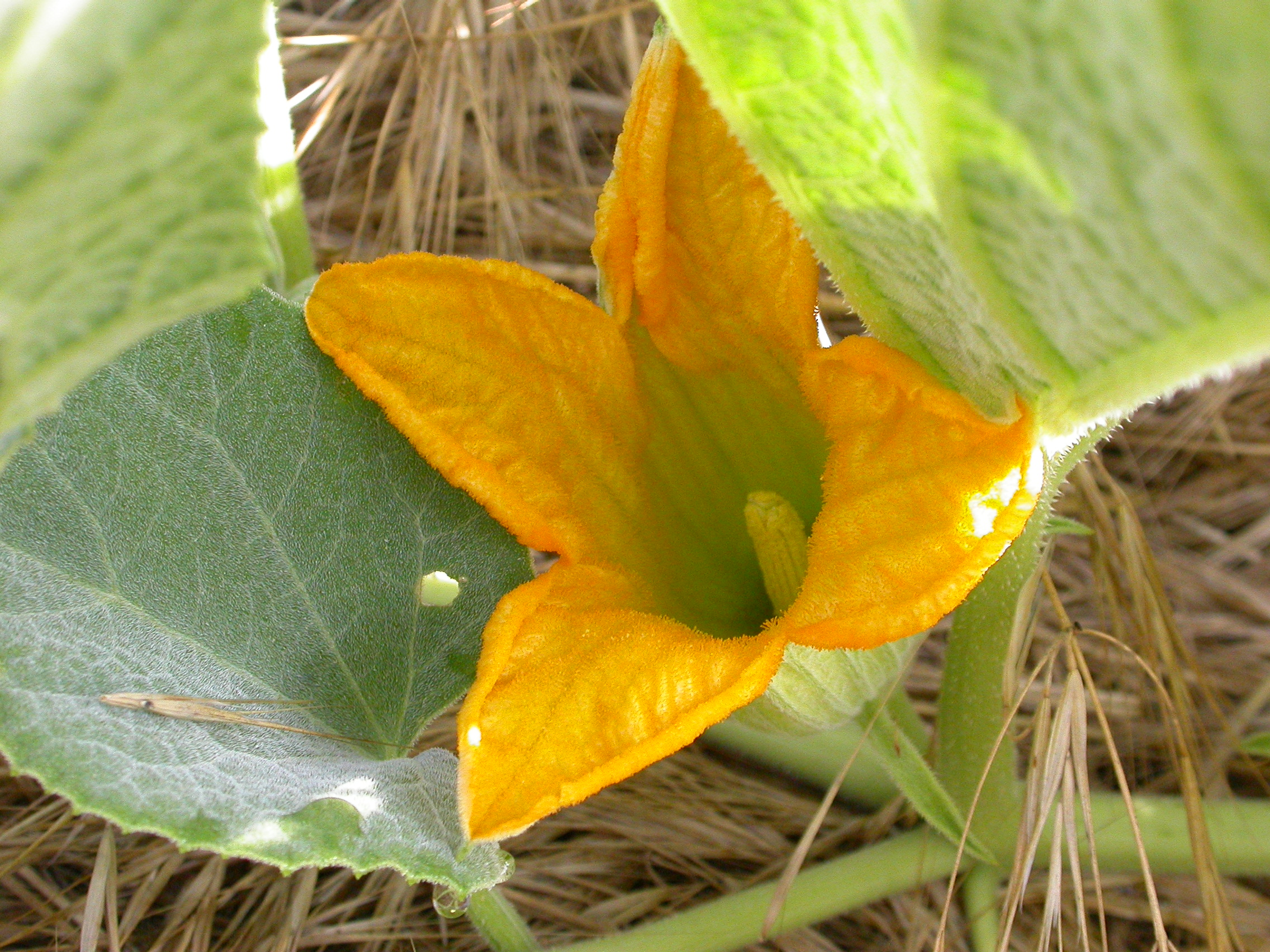
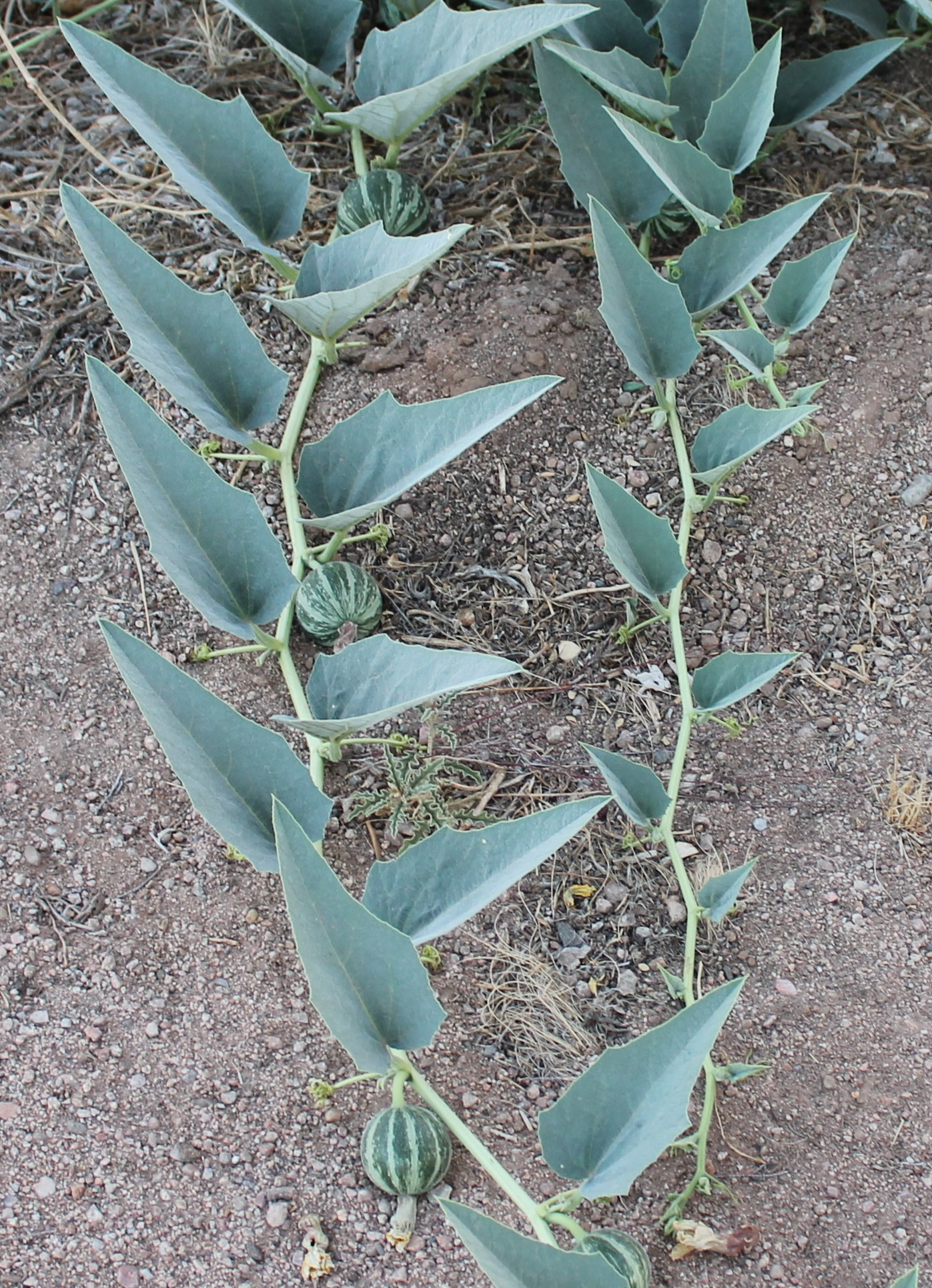
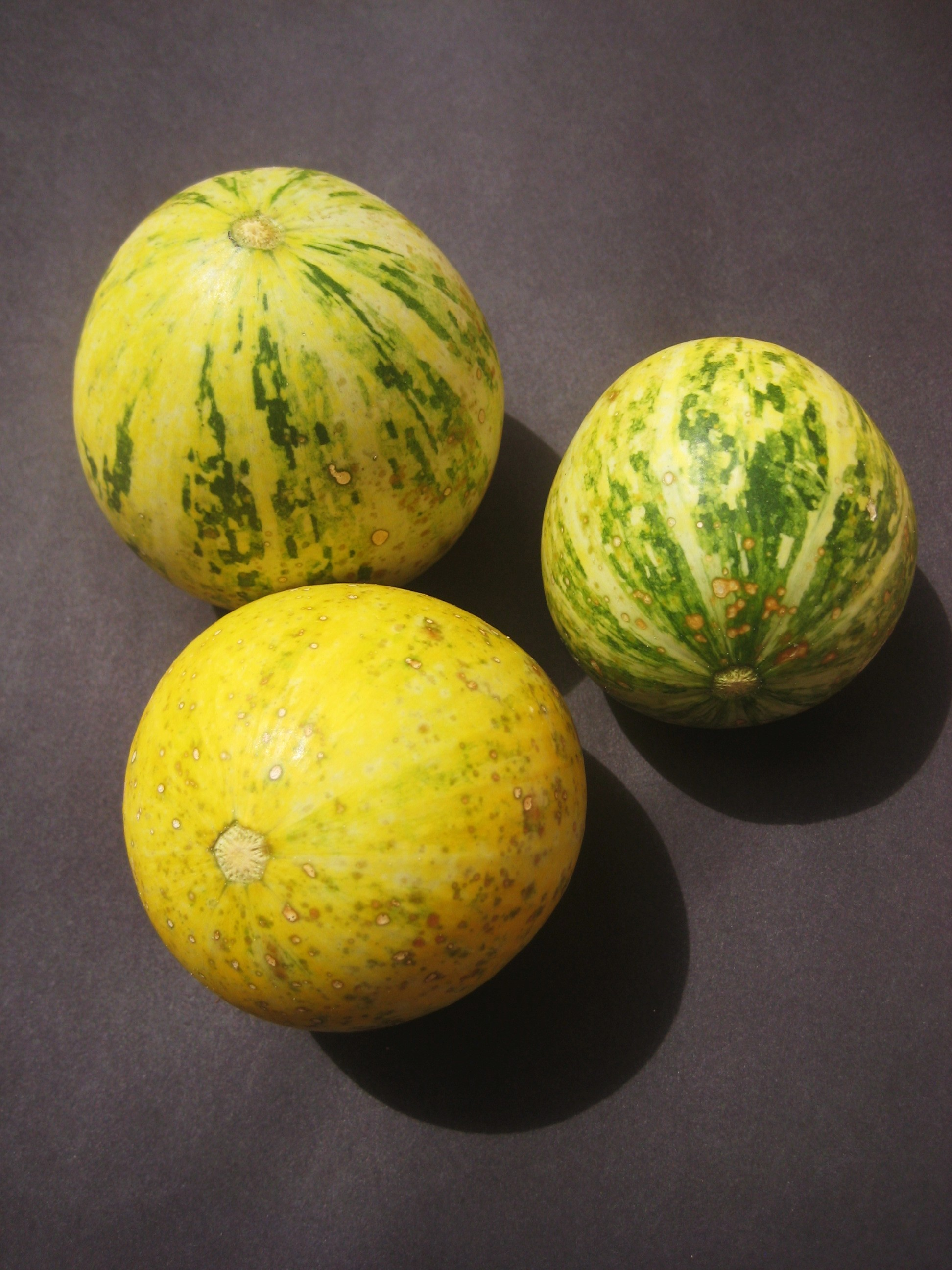
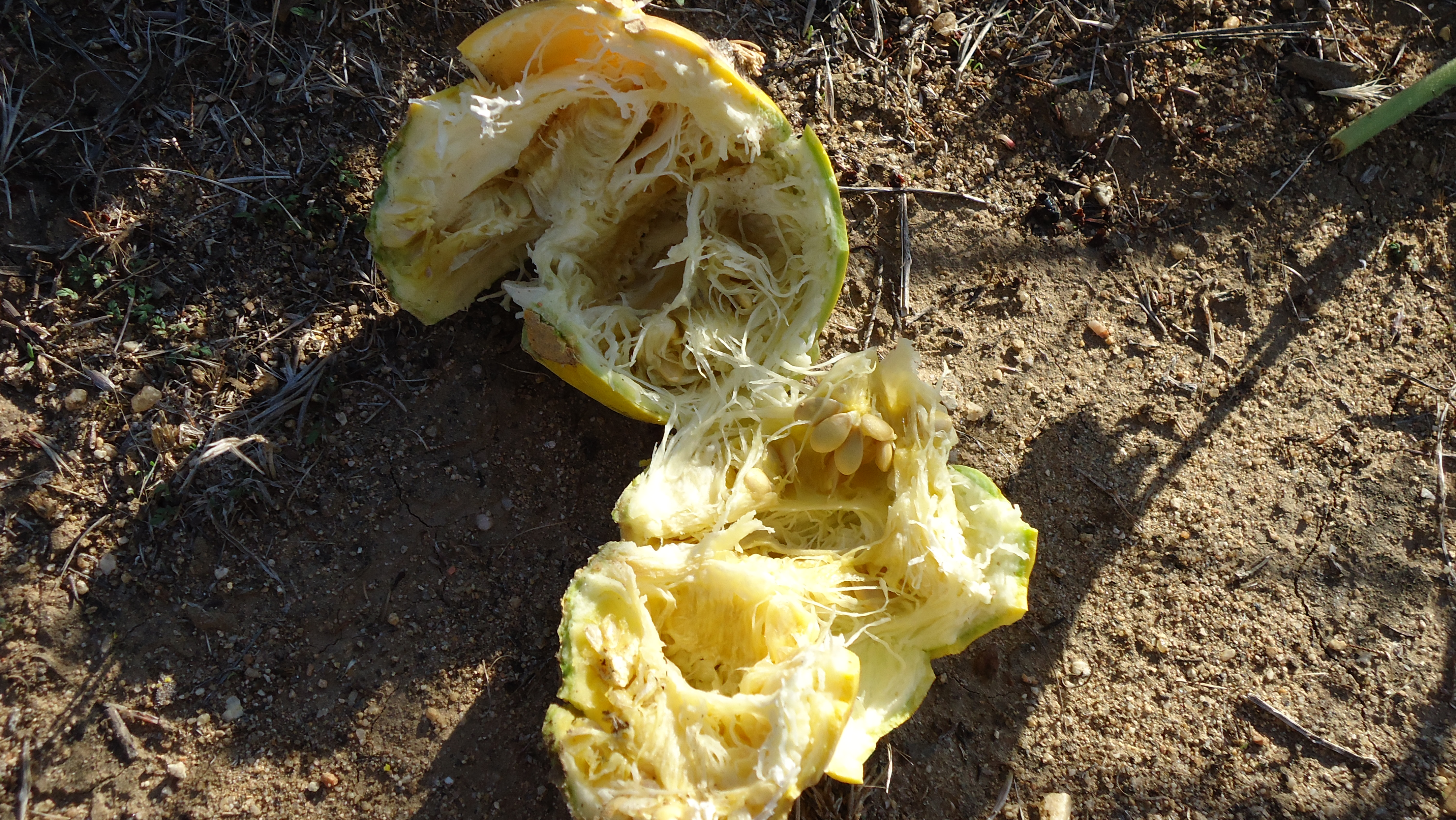
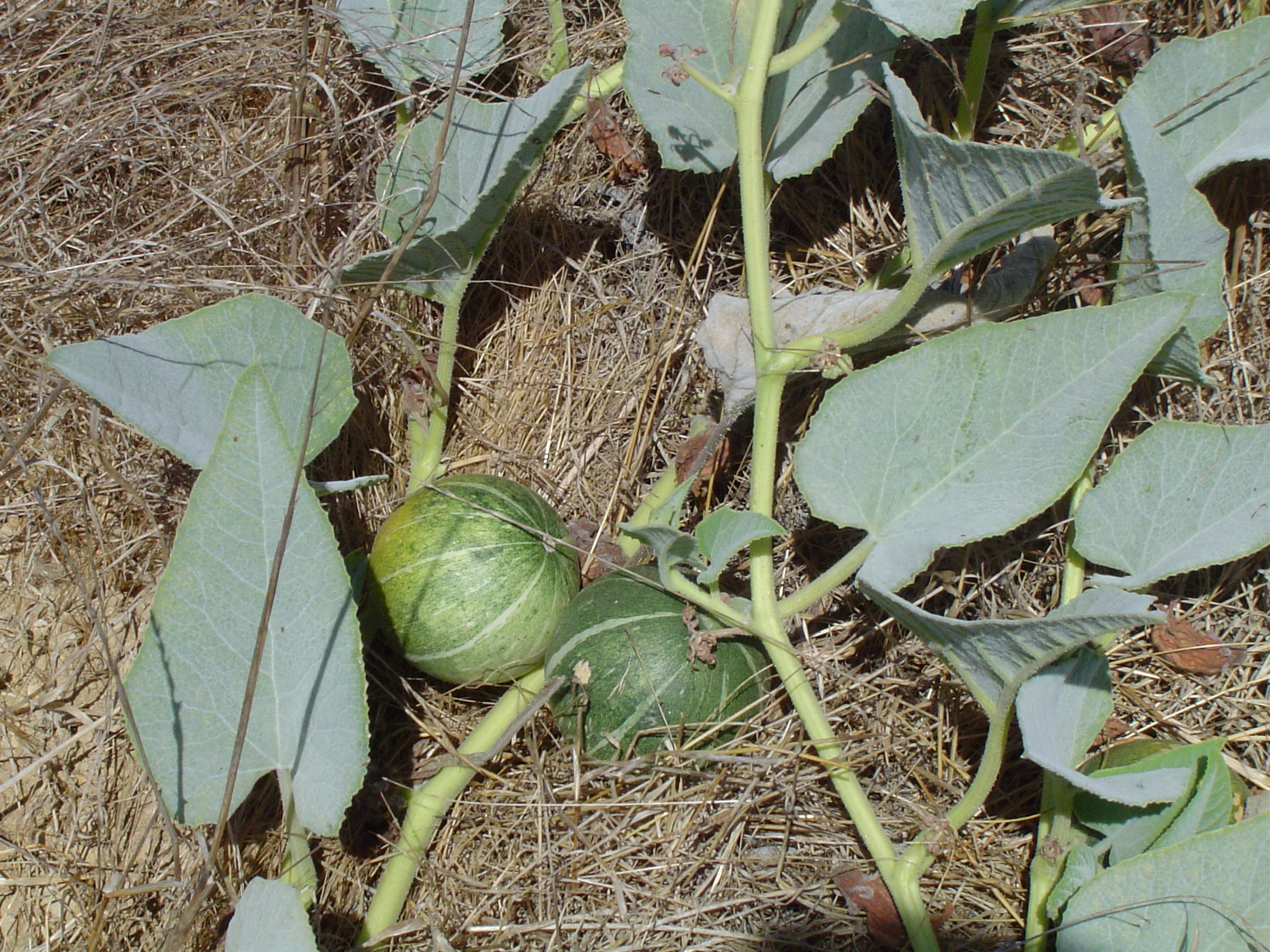